# Eva Moser
Eva Moser (ur. 26 lipca 1982 w Tamswegu, zm. 31 marca 2019 w Grazu) – austriacka szachistka, arcymistrzyni od 2002, posiadaczka męskiego tytułu mistrza międzynarodowego od 2004 roku.

## Kariera szachowa
W latach 1993–1997 ośmiokrotnie zdobyła tytuły mistrzyni Austrii juniorek w różnych kategoriach wiekowych. Wielokrotnie reprezentowała Austrię na mistrzostwach świata i Europy juniorek, największy sukces odnosząc w 1998 w Mureck, gdzie zdobyła tytuł wicemistrzyni Europy do 16 lat. W 2000 roku wystąpiła (na I szachownicy) w reprezentacji Austrii na szachowej olimpiadzie w Stambule. W 2003 i 2007 reprezentowała Austrię na drużynowych mistrzostwach Europy (w 2003 zdobywając brązowy medal za indywidualny wynik na I szachownicy), a w 2008 po raz drugi w karierze uczestniczyła w olimpiadzie, osiągając wynik 8½ pkt w 10 partiach.
W 2000 zwyciężyła (wspólnie z Tetianą Wasylewycz) w kołowym turnieju w Dreźnie, natomiast w 2002 w Augsburgu (międzynarodowe mistrzostwa Niemiec juniorów, wspólnie ze Stefanem Brombergerem). W tym samym roku podzieliła również II m. (za Nikolausem Stancem, wspólnie z Hermannem Knollem) w indywidualnych mistrzostwach Austrii mężczyzn, rozegranych w Oberpullendorfie. Kolejny sukces w finale mistrzostw kraju odniosła w 2004 w Hartbergu (dz. I m. wspólnie z Nikolausem Stancem i Herwigiem Pilajem), a jeszcze większy w 2006 w Köflachu, zostając pierwszą kobietą w historii, która zdobyła tytuł mistrza Austrii. W 2007 zajęła XI miejsce rozegranych w Dreźnie mistrzostwach Europy, natomiast w 2008 wzięła udział w pucharowym turnieju o mistrzostwo świata (w I rundzie przegrywając z Lilit Mykyrtczian). W 2009 zwyciężyła w otwartym turnieju w Jenie, wygrywając wszystkie 7
partii. W 2014 zwyciężyła w kołowym turnieju w Augsburgu, wyprzedzając między innymi trzech arcymistrzów.
Najwyższy wynik rankingowy w karierze osiągnęła 1 lipca 2012; mając 2471 punktów, zajmowała wówczas 25. miejsce na światowej liście FIDE, jednocześnie zajmując 1. miejsce wśród austriackich szachistek.